# Neuilly-le-Vendin
Neuilly-le-Vendin é uma comuna francesa na região administrativa da Pays de la Loire, no departamento de Mayenne. Estende-se por uma área de 14,6 km². Em 2010 a comuna tinha 354 habitantes (densidade: 24,2 hab./km²).